# Voiture-bar

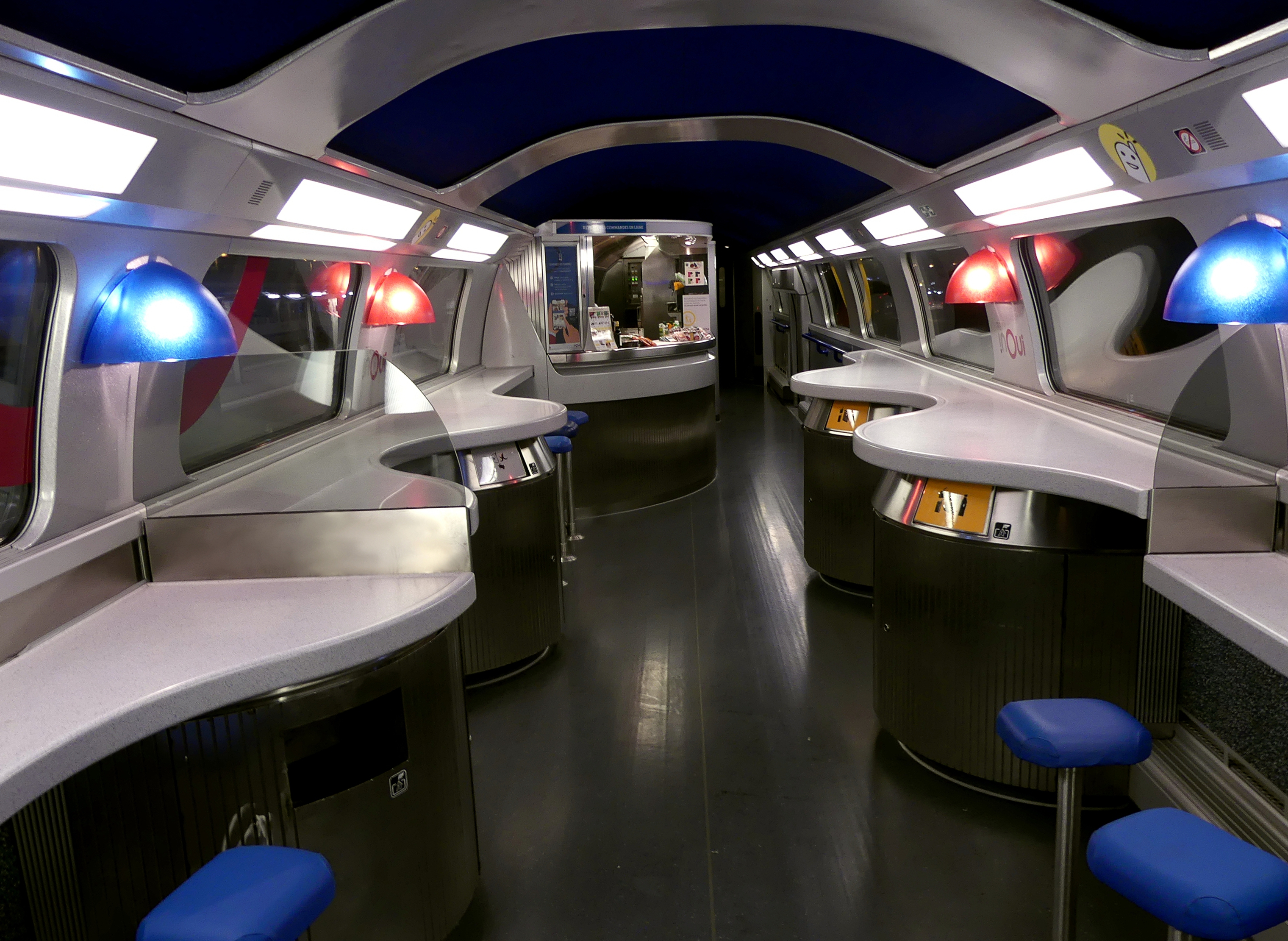
Voiture-bar d'un TGV.

Une voiture-bar, ou un wagon-bar, ou plus rarement un wagon-buffet,, est une voiture de chemin de fer qui propose une restauration de type « bar-brasserie », en service continu, par opposition à la voiture-restaurant qui fonctionne fréquemment par services à heure fixe. C'est devenu une forme de restauration ferroviaire très appréciée pour sa commodité.

## Europe

### En Allemagne
En Allemagne des voitures « Bistro » assurent ce type de service.

### En Italie
En Italie c'est la voiture-restaurant qui, en dehors des heures de repas, assure cette prestation.

### En Espagne
En Espagne, ces voitures sont fréquentes sous le nom de « cafeteria ».

### En France
En France, cette formule de restauration offrant des prix plus accessibles que la voiture-restaurant et avec moins de contraintes existe depuis longtemps.
Chronologie :
- 1890 (environ) : introduction des premiers « wagons-bars », par la compagnie du même nom, sur le Chemin de fer de ceinture (Paris)
- 1922 : introduction d'un « wagon-salon-bar », très cossu, à bord du « Calais-Méditerranée-Express » - futur Train Bleu - (Calais-Paris-Vintimille), par la Compagnie des wagons-lits. Il restera en service à bord de ce train jusqu'en 1976.
- Années 1930 : introduction de nouveaux wagons-bar par les différentes compagnies, sur les parcours, notamment les lignes transversales, où l'exploitation d'un wagon-restaurant ne serait pas rentable. Ces voitures, reprises par la SNCF à sa création fonctionneront, sous divers vocables, « Snack-bar », « Buffet-Bar », jusque dans les années 1970 (dernier service : Nantes-Nice via Bordeaux)
- 1957 : les Trans-Europ-Express comportent le plus souvent un wagon-restaurant et un bar, offrant le choix à la clientèle. Les bars du Mistral Paris-Nice et du Capitole Paris-Toulouse, dans les années 1960/1970, avec leur long comptoir de cuivre, évoqueront les grandes brasseries parisiennes par leur atmosphère.
- 1976 : introduction du « Bar-Corail », dans la plupart des Trains Corail à long parcours. Le Bar-Corail est un comptoir de vente en service continu avec une partie salon où consommer. Dans la voiture contigüe de première classe, le voyageur se voit proposer en outre, aux heures des repas, un service de restauration à la place. Cette formule sera reprise dans le TGV. Le « Bar-Corail » n'est plus en service, de nos jours, qu'à bord de certains trains de neige et convois spéciaux.

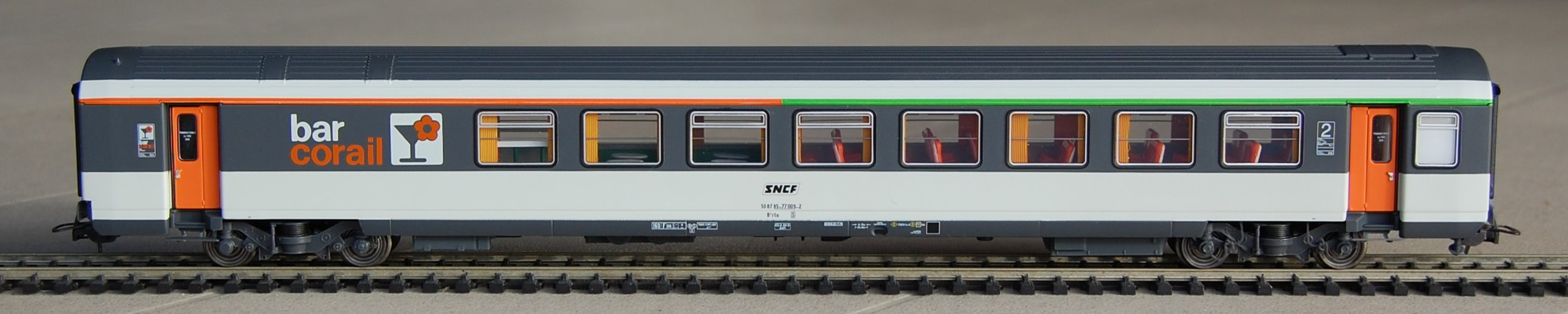
Modèle réduit de voiture bar Vtu_B5rtux par LS Models

- 1981 : arrivée du TGV et généralisation de l'offre de voiture-bar sur l'ensemble des lignes dont le trajet excède une heure et demie.
- 2003 : L'apparition des Téoz, sur les liaisons grandes lignes hors TGV, entraîne le remplacement de la voiture-bar par une « voiture-service » (regroupant un espace-enfants, des compartiments et des toilettes pour handicapés, des emplacements pour vélos, et la loge du contrôleur). Une vente ambulante propose coffrets-repas « traiteur », en-cas, friandises et boissons.

### Au Royaume-Uni
En Grande-Bretagne, les voitures-bars étaient présentes dans la plupart des grands trains. À ce jour, il existe des voitures-bars ou au moins des espaces de restauration avec un comptoir sur certains trains grandes lignes, proposant les collations chaudes. Cependant, il existe une vente ambulante qui propose des sandwichs, grignotines et boissons sur beaucoup d'autres trains à longue distance ou distance moyenne.

### En Suisse

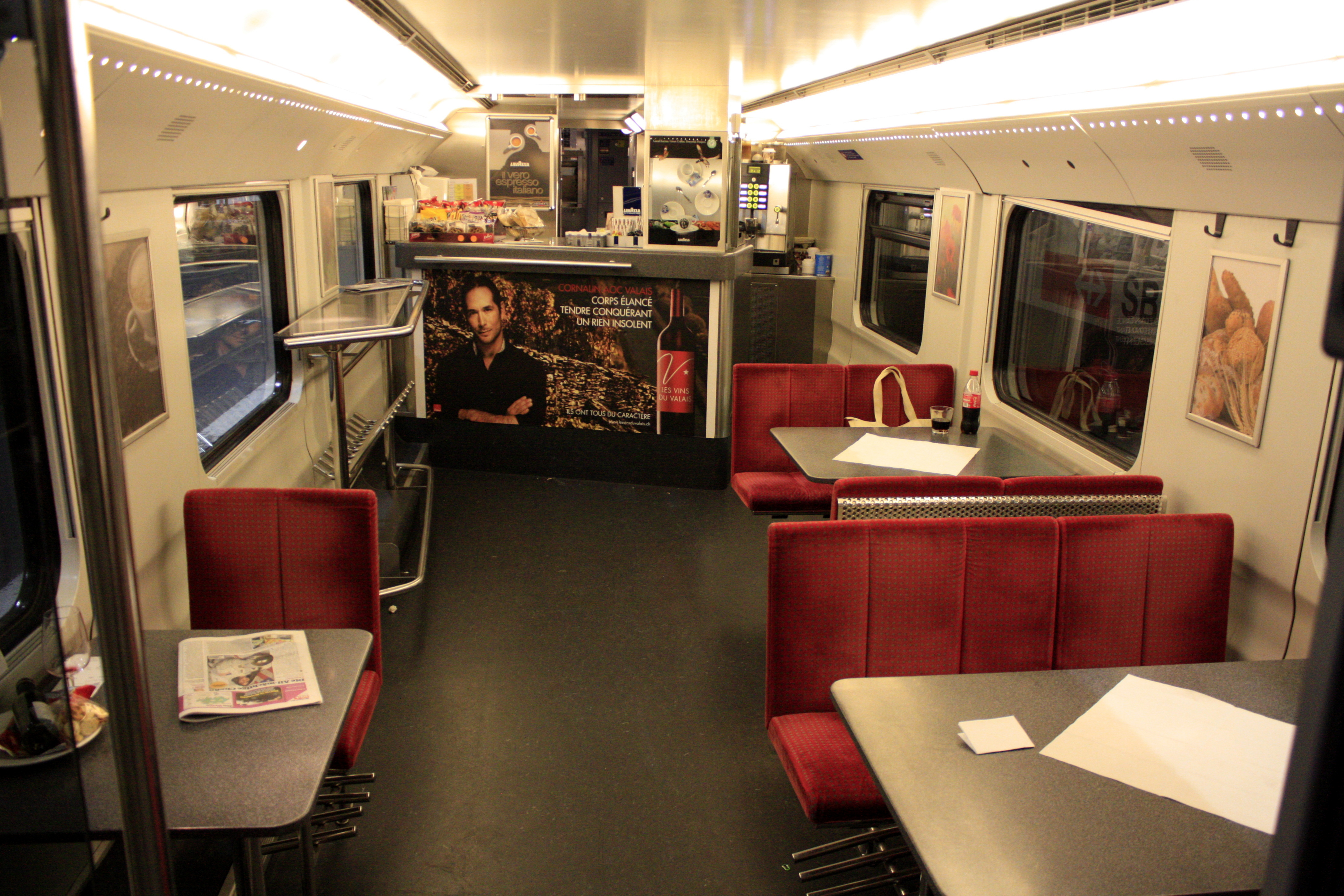
Le wagon-restaurant de IC 2000 est à deux étages, le niveau supérieur propose un service à table tandis que l'étage inférieur (image) propose un service de « Bistro ».

En Suisse, les CFF nomment ce type de service « Bistros CFF ». Il est assuré par des voitures-restaurants dans les InterCity et ICN. Dans les trains dépourvus de voiture-restaurant, un service de Minibar CFF à la place est proposé.
D'autres compagnies offre ce type de service comme le Glacier Express qui propose un « Panorama Bar ».

## En Amérique du Nord

### Au Canada
En Canada, ces voitures sont appelées dinettes et le client se voit proposer un plateau-carton pour emporter ses achats et consommer à sa place.

## En Asie

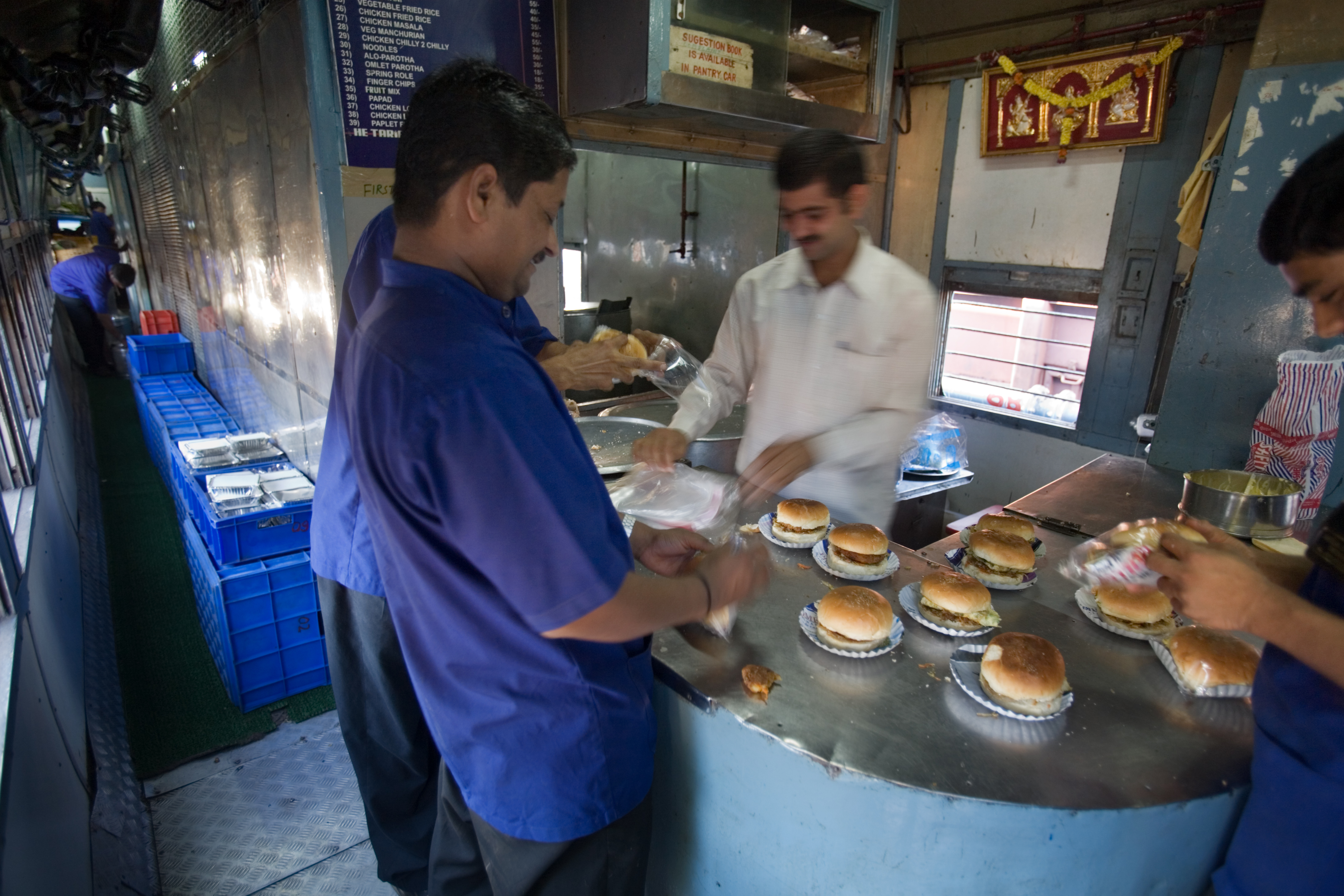
Voiture-bar des Indian Railways.